# عسکر (بغلان)
عسکر (به لاتین: Eskar) یک منطقهٔ مسکونی در افغانستان است که در ولایت بغلان واقع شده‌است.